# Veliki četrtek
Veliki četrtek je premakljiv krščanski praznik, ki je vsako leto v tednu po cvetni nedelji. 
Kristjani ga praznujejo na četrtek pred veliko nočjo. Veliki četrtek skupaj z velikim petkom in veliko soboto sestavlja Velikonočno tridnevje. 
Na veliki četrtek pri dopoldanski maši škof posveti obredna olja: krstno olje, bolniško olje in sveto krizmo. Ta olja se pozneje med letom uporabljajo pri podeljevanju zakramentov krsta, birme, bolniškega maziljenja in duhovniškega posvečenja.
Glavno vsebino praznika izraža večerna maša, ki je spomin na Jezusovo zadnjo večerjo. Ob ustreznem evangeljskem odlomku se kristjani spominjajo, da je Jezus v četrtek, preden je bil izdan, večerjal s svojimi učenci. Pri tej večerji je ustanovil zakrament evharistije in duhovniškega posvečenja, ter učence pozval, naj se ljubijo med seboj. V mašo je lahko vključen tudi obred umivanja nog v spomin na čas zadnje večerje, ko je Jezus umival noge apostolom s čimer je simbolično prikazal, da je služabnik ljudem. 